# Cotesia fascifemorata
Cotesia fascifemorata (лат.) — вид мелких наездников рода Cotesia из семейства Braconidae (Ichneumonoidea). Эндемик Гренландии.

## Распространение
Гренландия (юго-запад): 62°54’ с. ш., N 50°09’ з. д., Bjørnesund, Eqaluit

## Описание
Очень мелкие паразитические наездники, длина тела от 1,8 до 2,4 мм, длина переднего крыла от 2,0 до 2,4 мм. Основная окраска тела чёрная, ноги коричнево-жёлтые или темно-коричневые. Усики самок 18 члениковые. Нижнечелюстные щупики равны 0,5 от высоты головы. Лабрум плоский и гладкий, щеки и лоб блестящие. Длина бедра, голени и основного членика задней лапки равны соответственно 3,5, 5,5 и 5,2 от их ширины.

## Систематика
Сходен с видом Cotesia kazak (Telenga, 1949), однако отличается жилкованием крыльев и строением усиков. Вид был впервые описан в 2006 году голландским энтомологом Корнелисом ван Ахтербергом (Cornelis van Achterberg Архивная копия от 5 февраля 2016 на Wayback Machine; Department of Terrestrial Zoology, Naturalis Biodiversity Center, Лейден, Нидерланды) по типовому экземпляру, собранному в 1949 году. Вместе с ним фауна браконид Гренландии достигает 30 видов, включая такие как Aphidius tarsalis, Dacnusa groenlandica, Praon brevistigma, Blacus groenlandicus, Cotesia crassifemorata и Microplitis lugubroides.